# Emilie Mayer
Emilie Mayer   (Friedland, 14 de maig de 1812 - Berlín, 10 d'abril de 1883) fou una compositora alemanya.
Filla d'un farmacèutic, va aprendre lliçons de música amb Carl Loewe. L'any 1847 es va traslladar a Berlín, on va continuar els estudis amb Adolf Bernhard Marx i Willhelm Wieprecht. Va organitzar molts concerts privats, i fins i tot concerts a casa seva. El públic va conèixer de seguida les seves obres, per exemple, la Simfonia en si menor (1852), una de les seves millors obres, que molts cops va ser representada sota la direcció de Karl Liebig. La seva música va ser interpretada a Brussel·les, a Lió, Budapest, Dessau, Halle, Leipzig i Múnic.
El seu llenguatge musical té arrels en les tradicions clàssiques, però les seves obres influiran en els primers romàntics. Entre les seves obres destaquen les seves sis simfonies, cançons i música per a piano. Mostrava una gran passió pels instruments de corda, i va escriure 11 trios de piano, 7 quartets de corda, 10 sonates per a violí i 13 per a violoncel. El Nocturn en re menor, Op. 46 va ser publicat l'any de la seva mort, i va ser una de les seves últimes obres. Però avui dia és pràcticament una desconeguda.